# Storkronet ærenpris
Storkronet ærenpris (Veronica persica) er en énårig urt med 15-30 cm lange, nedliggende til opstigende stængler, sådan at en enkelt plante kan danne en lille, tæt måtte. Den vokser almindeligt på f.eks. næringsrig agerjord i Danmark.

## Beskrivelse
Kimbladene er næsten trekantede i omrids. Stænglerne er fint hårede og runde i tværsnit. Bladene sidder modsat forneden på stænglen, men spredt længere oppe, og de er kortstilkede og bredt ægformede med tandet rand. Oversiden er svagt rynket og græsgrøn, mens undersiden er noget lysere.
Blomstringen sker i to perioder: april-maj og september-oktober. Blomsterne sidder enkeltvis på lange stilke fra bladhjørnerne. De er lyseblå med mørkeblå striber og ganske svagt uregelmæssige. Frugterne er hjerteformede kapsler med mange frø.
Rodnettet er groft forgrenet med mange, fine siderødder.
Højde x bredde og årlig tilvækst: 0,20 x 0,40 m (20 x 40 cm/år).

## Voksested
Arten hører sandsynligvis hjemme i Mellemøsten, men den er nu spredt over et stort område i Europa og Asien, ligesom den også er naturaliseret i Nordamerika og Østasien. Den foretrækker lysåbne til let skyggede voksesteder med høj luftfugtighed, let fugtig jord og et godt næringsindhold. Derfor finder men den som ukrudtsplante i landbrug og gartneri, men også i plantesamfund på græssede enge og overdrev.
Ved Dueodde findes den sammen med bl.a. alm. brunelle, hundegræs, alm. hvene, alm. kvik, spergel, alm. syre, bittersød natskygge, burresnerre, engnellikerod, engrapgræs, engrottehale, fåresvingel, glat vejbred, grå star, hvidkløver, hyrdetaske, korsknap, lugtløs kamille, lysesiv og markfrytle.
| Portal | Portal:Botanik |

## Note
1. ↑  NATURA 2000-basisanalyse for Habitatområde nr. 164: Dueodde